# Suslic del Mohave
El suslic del Mohave (Xerospermophilus mohavensis) és una espècie de rosegador de la família dels esciúrids. És endèmic de Califòrnia (Estats Units), on viu a altituds d'entre 61 i 1.800 msnm. S'alimenta de plantes verdes i llavors que de tant en tant complementa amb carronya. El seu hàbitat natural són els deserts de sòl gravenc o sorrenc profund. Està amenaçat per la transformació del seu entorn per a usos humans.